# Mandaubrücke (Hörnitz)

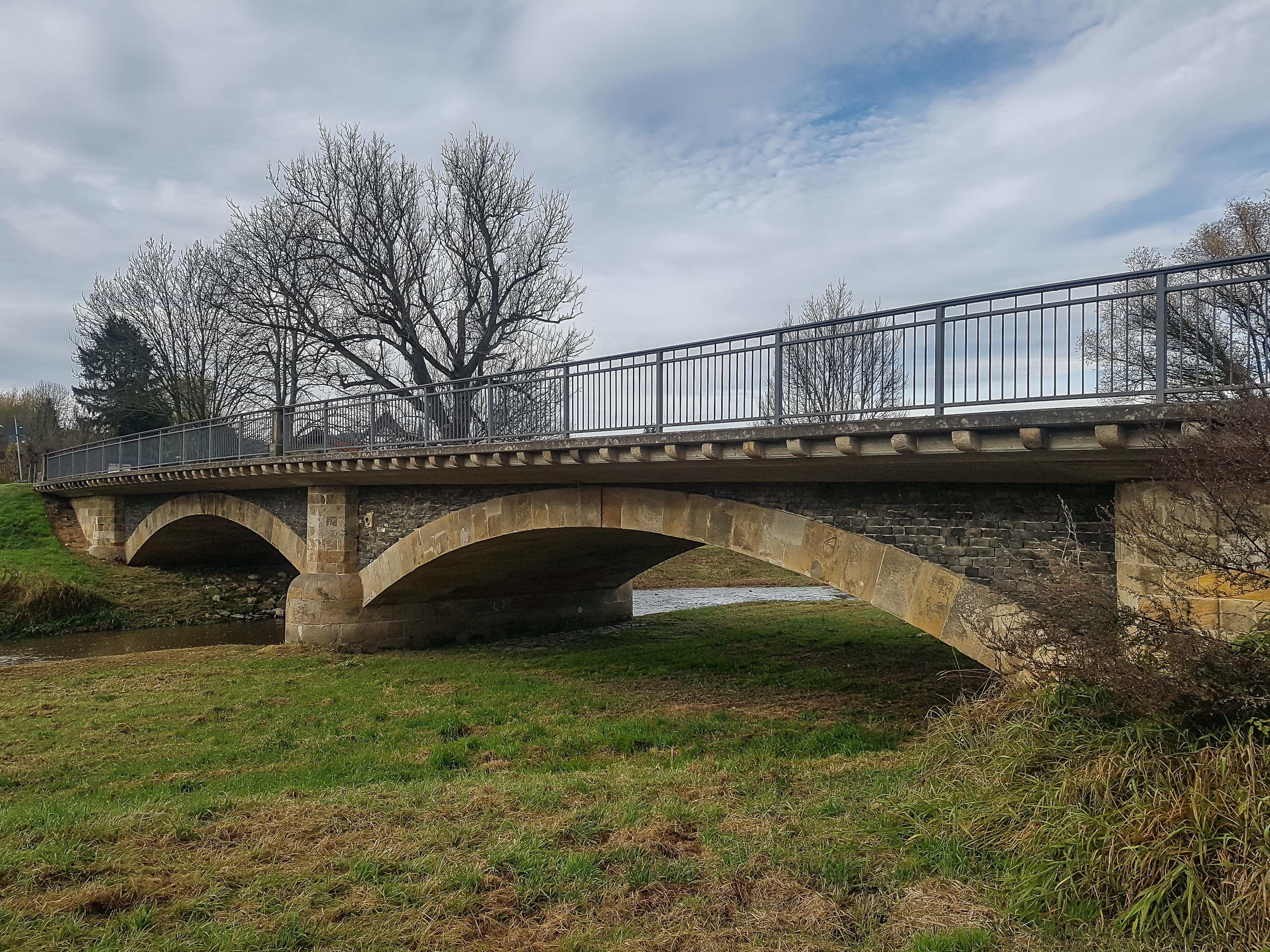
Unterstromseite der Mandaubrücke Hörnitz (2022)

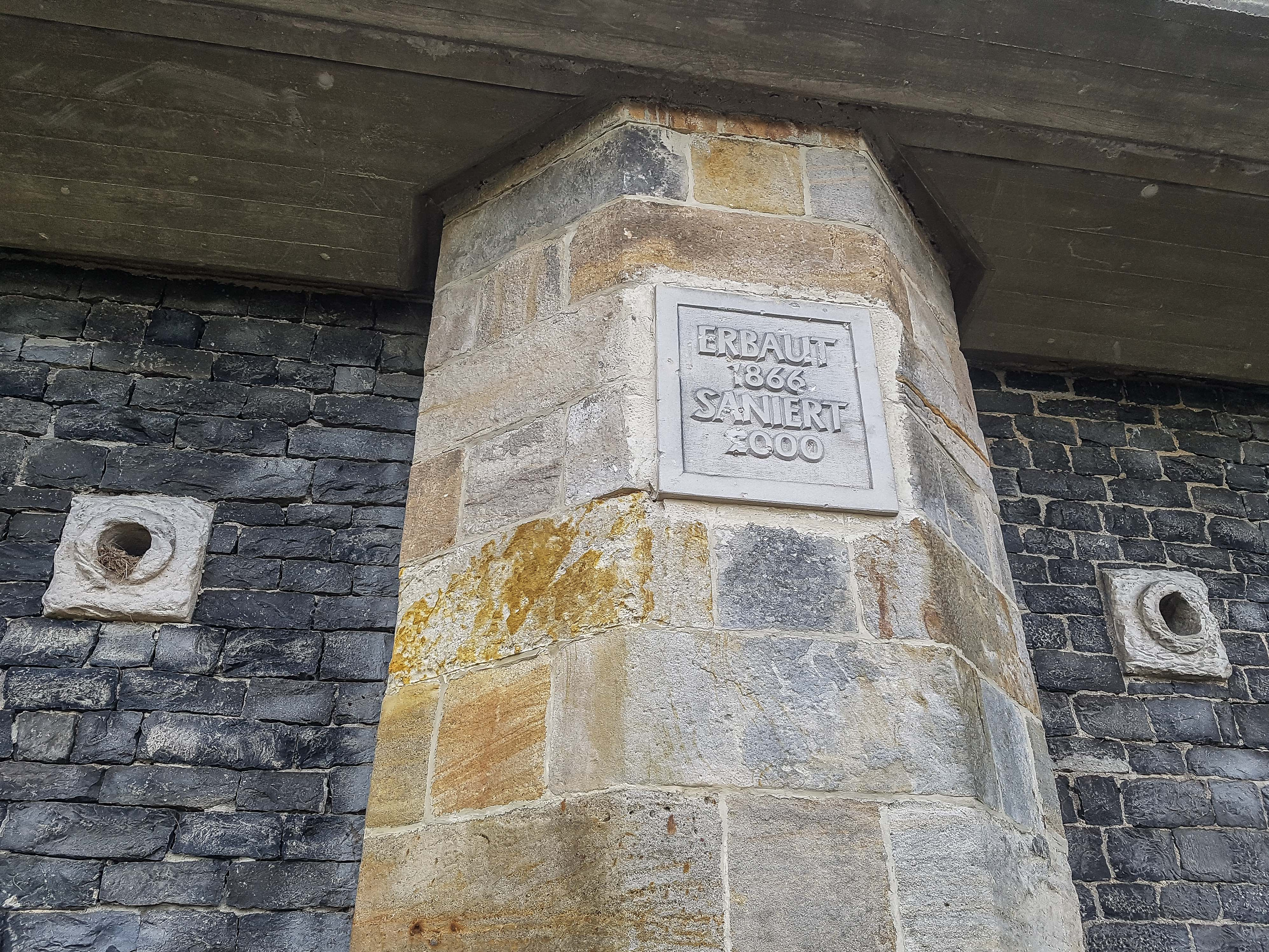
Jahreszahlen an der Oberstromseite des Pfeilers (2022)

Die Mandaubrücke Hörnitz ist eine historische Straßenbrücke im Zuge der Staatsstraße 137 über das Fließgewässer Mandau an der Grenze zwischen der Großen Kreisstadt Zittau und der Gemeinde Bertsdorf-Hörnitz. Sie steht als technisches Denkmal unter sächsischem Kulturdenkmalschutz.

## Konstruktion
Das Bauwerk ist eine zweibogige Gewölbebrücke. Sie ist 48 m lang und auf Holzpfählen gegründet. Die Gewölbebögen, Flügelwände und Pfeiler bestehen aus Sandsteinquadern, die Stirnwände zwischen den Flügeln und dem Pfeiler aus Phonolith. Die Gewölbe haben eine lichte Weite von je 17 m. Die Fahrbahn ist 6,50 m breit. An der Oberstromseite sind ein 1,50 m breiter Gehweg und an der Unterstromseite ein 2,35 m breiter Geh- und Radweg angeordnet.

## Geschichte
Der Vorgängerbau des heutigen Bauwerkes war eine mit Schindeln überdachte Holzbrücke. Sie wurde im Jahr 1865 abgerissen. 1865 und 1866 wurde die heutige Brücke vom Zittauer Baumeister Caspar erbaut. Von Oktober 1999 bis Juli 2000 wurde die Brücke durch das Straßenbauamt Bautzen umfassend saniert. Dabei erfolgte für die Ergänzung der Geh- und Radwegflächen der Einbau einer auskragenden und 10,15 m breiten Stahlbetonplatte.